# Смертная казнь в США

Штаты без смертной казни:
Смертная казнь отменена или никогда не применялась (23 штата, 5 территорий)Штаты со смертной казнью:
Смертная казнь предусмотрена законом, но приведение смертных приговоров в исполнение официально приостановлено (6 штатов)
Смертная казнь есть в законе, но за последние 10 лет казней не было (4 штата, 1 территория)
Смертная казнь предусмотрена законом, но приведение в исполнение приговоров неофициально приостановлено (штат Огайо)
Смертная казнь предусмотрена законом и применялась в течение последних 10 лет (16 штатов)

Смертная казнь в США является легальной мерой наказания в 27 штатах. Однако, в 8 штатах на неё наложены разного рода моратории. В федеральном законодательстве на смертную казнь действует мораторий с 2021 года. В законодательстве вооружённых сил США также предусмотрена казнь, но последняя была осуществлена в 1961 году. В соответствии с интерпретацией Восьмой поправки к конституции Верховным судом США, её применение ограничено убийствами с отягчающими обстоятельствами, совершенными вменяемыми совершеннолетними.
За 2024 год в США было казнено 25 человек: из них 6 в Алабаме, 5 в Техасе, по 4 в Оклахоме и Миссури, 2 в Южной Каролине, а также по одному в Джорджии, Флориде, Индиане и Юте. После оглашения приговора, казнённые в 2024 году, пробыли в тюрьме от 6 до 38 лет. В среднем, более 22 лет. По данным на 1 июля 2024 года, в камерах смертников находятся 2,213 человека. Некоторые из них пребывают там десятилетиями в ожидании исполнения приговора, иногда после того как смертная казнь в их штате перестала применяться. Например, в Калифорнии последняя смертная казнь была осуществлена в 2006 году, а в 2019 на нее был наложен мораторий. Однако, там же на момент 1 июля 2024 года в камерах смертников находятся 632 человек, больше чем в любом другом штате.
В большинстве штатов смертная казнь сохраняется в законодательстве, но во многих из них смертные приговоры не приводятся в исполнение. Традиционным лидером по числу казней является Техас. Так, за период правления Джорджа Буша-младшего на посту губернатора Техаса им было подписано 140 смертных приговоров и только один человек был помилован, ещё одному была предоставлена отсрочка казни на 30 дней (до выяснения обстоятельств). Распределение приговоров среди представителей различных рас не является равномерным. Например, афроамериканцы, составляя 12 % населения США, являются 52,5 % обвиняемых в убийствах, 41 % приговорённых смертников и 34 % казнённых с 1976 года.
В судебной практике зафиксированы случаи вынесения ошибочных смертных приговоров. За период с 1973 по 2024 год в США из камер смертников со снятием обвинений были выпущены 200 человек.

## История
В Соединённых Штатах правовая культура вообще и особенности казни в частности заимствованы у Великобритании. Изначально там были столь же жестокие законы, в частности суровые «Синие законы Коннектикута», о которых писал Марк Твен, предусматривавшие казнь за многие виды преступлений.
Кроме официальных смертных казней широко применялся (особенно в отношении чернокожих) так называемый суд Линча, даже в XX веке: в 1901 году было подвергнуто линчеванию 130 человек. Индейцев часто казнили без суда колонисты.
В конце XIX века был изобретён электрический стул, впервые применённый в 1890 году и вскоре вошедший во всеобщее употребление, так что во многих штатах он вытеснил повешение. Леон Чолгош, анархист, убивший президента Мак-Кинли в Буффало, был пятидесятым преступником, которого казнили (29 октября 1901 года) в штате Нью-Йорк с помощью этого приспособления.
В 1913 году прошло шумное дело Лео Франка: на основании сомнительных доказательств осуждённый был приговорён к смертной казни, затем помилован, похищен и повешен группой видных граждан.
Газовую камеру в США начали применять в 1924 году, но она не получила такого широкого распространения.
| Юрисдикция | Казней | Приговоренных смертников |
| --- | ------ | ------------------------ |
| Техас | 537    | 263                      |
| Оклахома | 112    | 49                       |
| Виргиния | 111    | 7                        |
| Флорида | 92     | 396                      |
| Миссури | 87     | 28                       |
| Джорджия | 66     | 78                       |
| Алабама | 57     | 196                      |
| Огайо | 53     | 143                      |
| Северная Каролина | 43     | 155                      |
| Южная Каролина | 43     | 43                       |
| Аризона | 37     | 125                      |
| Луизиана | 28     | 81                       |
| Арканзас | 27     | 36                       |
| Миссисипи | 21     | 48                       |
| Индиана | 20     | 13                       |
| Делавэр | 16     | 18                       |
| Федеральное правительство | 16     | 49                       |
| Калифорния | 13     | 743                      |
| Иллинойс | 12     | 0                        |
| Невада | 12     | 79                       |
| Юта | 7      | 9                        |
| Теннесси | 6      | 71                       |
| Мэрилэнд | 5      | 0                        |
| Вашингтон | 5      | 9                        |
| Айдахо | 3      | 9                        |
| Кентукки | 3      | 34                       |
| Монтана | 3      | 2                        |
| Небраска | 3      | 10                       |
| Пенсильвания | 3      | 180                      |
| Южная Дакота | 3      | 3                        |
| Орегон | 2      | 34                       |
| Колорадо | 1      | 3                        |
| Коннектикут | 1      | 0                        |
| Нью-Мексико | 1      | 2                        |
| Вайоминг | 1      | 1                        |
| Канзас | 0      | 10                       |
| Нью-Гэмпшир | 0      | 1                        |
| Вооруженные Силы США | 0      | 6                        |
| Итого | 1436   | 2934                     |
| Отменена: Аляска, Коннектикут, Гавайи, Иллинойс, Айова, Мэн, Мэриленд, Мичиган, Миннесота, Нью-Джерси, Нью-Мексико, Северная Дакота, Род-Айленд, Вермонт, Западная Виргиния, Висконсин, Вашингтон (округ Колумбия), Гуам, Северные Марианские острова, Пуэрто-Рико, и Виргинские Острова (США). Является неконституционной: Массачусетс и Нью-Йорк (штат). Примечания 1. 2. 3. 4. 5. 6. 7. 8. 9. |        |                          |

С 1960-х годов правозащитники повели борьбу со смертной казнью. В 1972 году Верховный суд, в деле «Фурман против Джорджии», признал смертную казнь жестоким наказанием, а следовательно, противоречащей Конституции, хотя судьи разошлись в мотивации этого вывода (часть считала, что смертная казнь недопустима как таковая, часть считала недопустимой нехватку гарантий против судебной ошибки). Десять лет (с 1967 по 1977 год) во всех штатах никого не казнили. Ряд штатов после дела Фурмана принял новые законы о смертной казни. В 1976 году в деле Грегг против Джорджии Верховный суд признал конституционными законы ряда штатов, предусматривающие смертную казнь. Она была восстановлена в тех 38 штатах, где не была отменена ранее, а также на федеральном уровне. Первым американцем, казнённым после этого решения, был Гэри Гилмор (штат Юта, расстрел, 1977 год).
В дальнейшем в ряде решений Верховного суда было признано, что смертная казнь не должна применяться за изнасилование (Кокер против Джорджии и Кеннеди против Луизианы), к соучастнику преступления, который не совершал и не планировал убийства (Энмунд против Флориды), к умственно отсталым лицам (Аткинс против Виргинии) и лицам, несовершеннолетним на момент преступления (Роупер против Симмонса в 2005 году). До 1989 года во многих штатах казнили детей до 16 лет, а в 1989—2005 — до 18. Самым молодым казнённым в США в XX веке был Джордж Стинни. Его казнили на электрическом стуле 16 июня 1944 года в возрасте всего 14 лет и 239 дней, причём через 70 лет при пересмотре дела приговор отменили.

## Методы казни
В настоящее время законы различных штатов предусматривают пять способов смертной казни:
- Повешение
- Расстрел
- Электрический стул
- Газовая камера/асфиксия азотом
- Смертельная инъекция

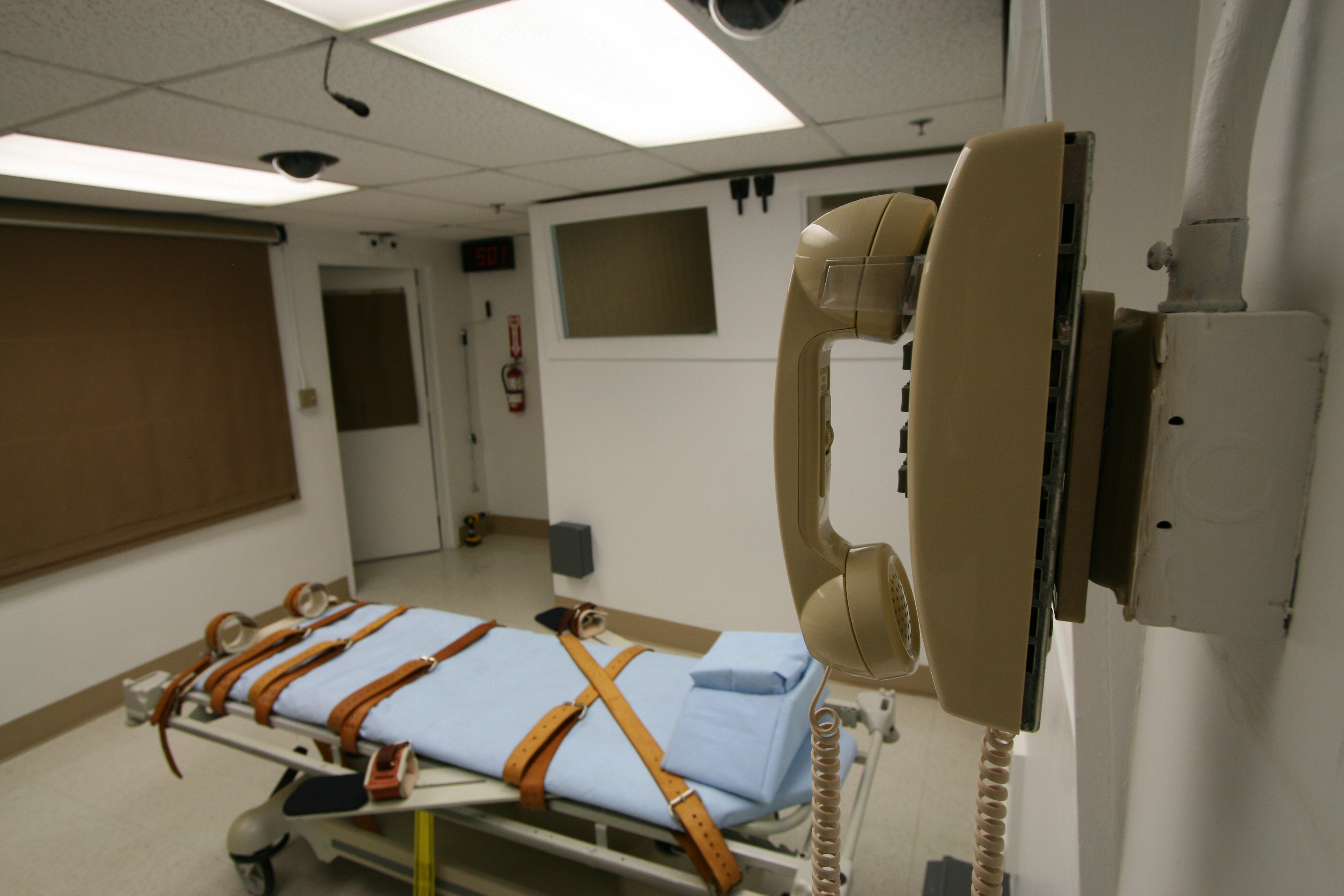
Помещение для смертельной инъекции в тюрьме Флориды

В последнее время (с начала XXI века) подавляющее большинство казней осуществляется путём смертельной инъекции. Изредка применяется также электрический стул. 18 июня 2010 года в штате Юта впервые за долгое время был применён расстрел: был расстрелян Ронни Ли Гарднер, который выбрал способ казни самостоятельно. Прочие методы не применялись с конца XX века. Они сохранились лишь в законах небольшого числа штатов, причём во всех этих штатах применяется и смертельная инъекция, а использование альтернативных методов во многих случаях ограничено различными условиями (например, право выбрать их использование имеют лишь осуждённые, совершившие преступление или получившие смертный приговор до определённой даты). До 8 февраля 2008 года Небраска являлась единственным штатом, применяющим смертную казнь и не использующим инъекцию — единственным методом являлся здесь электрический стул; 8 февраля Верховный суд Небраски постановил, что этот метод является «жестоким и необычным наказанием», запрещённым конституцией США; исполнение смертных приговоров было приостановлено до утверждения нового метода казни.
В 2011 году смертная казнь была отменена в Иллинойсе. В 2016 году по результатам референдума (61 % — за, 39 % — против) смертная казнь была восстановлена в штате Небраска.
Повешение в XXI веке сохранялось только в трёх штатах: Дэлавер, Вашингтон и Нью-Гемпшир. В Дэлавер отменили повешение в 2003 году (право на такой способ казни имели лишь приговорённые к смерти до 1986 года). В штате Вашингтон отменили смертную казнь в октябре 2018 года. В Нью-Гемпшире никого не казнили с 1930-х годов. 30 мая 2019 года в Нью-Гемпшире была отменена смертная казнь, однако закон не имел обратной силы и единственный человек, приговоренный к казни, не получил помилования.
В последний раз газовая камера применялась в Аризоне в 1999 году. В настоящее время[когда?] газовая камера сохраняется в штате Миссури, но только по выбору осужденных или невозможности по какой-либо причине применения смертельной инъекции, по умолчанию применяется инъекция. В Аризоне газовая камера может быть применена к преступникам, приговорённым до ноября 1992 года, только по их требованию, по умолчанию применяется инъекция. В Вайоминге газовая камера является запасным методом казни (может применяться только если смертельная инъекция будет признана неконституционной). В Калифорнии газовая камера была признана «жестоким и необычным наказанием» и запрещена к применению в 1996 году (в 2006 году также была запрещена инъекция, таким образом все методы казни были запрещены в этом штате).
В Алабаме, Миссисипи и Оклахоме в качестве одного из видов смертной казни была одобрена асфиксия азотом. Первое применение данного метода казни произошло в Алабаме 25 января 2024 года, где таким образом был казнен Кеннет Юджин Смит.
Культура смертной казни в штатах США обычно включает право осуждённого на последний ужин — еду, приготовляемую за несколько часов до казни в соответствии с его просьбой (с определёнными ограничениями) и право на последнее слово непосредственно перед исполнением приговора. При казни обычно присутствуют свидетели. Количество и состав лиц, имеющих право присутствовать при казни, различаются в разных штатах, но, как правило, такое право имеют родственники осуждённого и его жертв, адвокаты, священник.

## Статистика смертных приговоров
После восстановления смертной казни как высшей меры наказания в 1976 году, самое большое число смертных приговоров было в 1994 году — 328 В 2011 году казнь Троя Дэвиса, которого многие считали невиновным, привлекла особое внимание во всём мире к применению смертной казни в США. Общей тенденцией является сокращение как количества казненных, так и числа смертных приговоров. Рекордно низкое число вынесенных смертных приговоров было объявлено в 2020 и 2021 — по 18 в каждом году. В 2023 году было вынесено чуть больше смертных приговора, 23.
Вынесенные в 2023 году смертные приговоры распределялись по штатам и федеральной территории следующим образом:
- Флорида — 5
- Калифорния — 4
- Техас — 3
- Алабама — 3
- Аризона — 2
- Луизиана — 2
- Северная Каролина — 2
- Федеральный суд — 1

В камерах смертников на 2023 года находился 2331 человек, в том числе 665 в Калифорнии, 313 во Флориде, 192 в Техасе, 167 в Алабаме и 123 в Пенсильвании.

## Ошибочные смертные приговоры
С 1973 по 2015 годы в США из камер смертников выпущены со снятием обвинений 156 человек, в том числе 6 в 2015 году. Некоторые из них провели в камере смертников по несколько десятилетий. Например, в марте 2015 года были сняты все обвинения с Дебры Милки (Аризона), которая провела в камере смертников 22 года.

## Отмена смертной казни
В нескольких штатах смертной казни никогда не было: Мичиган отменил её вскоре после вступления в Союз, а Аляска и Гавайи перед получением прав штата. Вместе с тем в Аляске было казнено 8 человек в период, когда она имела статус территории (1900—1959). На уровне федерального правительства смертная казнь в США не применялась с 2003 по 2020 год.
В настоящий момент насчитывается 23 штата, отменивших смертную казнь:
- Аляска (1957)
- Коннектикут (2012)1
- Гавайи (1957)
- Иллинойс (2011)
- Айова (1965)
- Мэн (1887)
- Мэриленд (2013)1
- Массачусетс (1984)2
- Мичиган (1846)
- Миннесота (1911)
- Нью-Джерси (2007)
- Нью-Мексико (2009)1
- Нью-Йорк (2007)2
- Северная Дакота (1973)
- Род-Айленд (1984)
- Вермонт (1964)3
- Западная Вирджиния (1965)
- Висконсин (1853)
- Вашингтон (2018)
- Нью-Гэмпшир (2019)
- Колорадо (2020)
- Делавэр (2016)
- Виргиния (2021)

24 марта 2021 года губернатор Виргинии подписал закон об отмене смертной казни. В Делавэре смертная казнь является неконституционной с 2016 года. 24 марта 2020 года губернатор штата Колорадо подписал закон об отмене смертной казни. 30 мая 2019 года сенат штата Нью-Гемпшир проголосовал за отмену смертной казни, таким образом преодолев вето (более 2/3 голосов в палате представителей и 2/3 в сенате) губернатора штата Криса Сунуну. Кроме того, смертная казнь отменена в федеральном округе Колумбия, и в формально не входящем в состав США Пуэрто-Рико (последняя казнь имела место в 1927 году).
Также в трёх американских штатах (Калифорния, Пенсильвания, Орегон) введён мораторий на смертную казнь. Смертная казнь в Орегоне допускается только за террористический акт, повлёкший гибель двух или более лиц, совершённый организованной группой; убийство лица, моложе 14 лет; убийство, совершённое лицом, отбывающим наказание за убийство; убийство сотрудника полиции или тюремной службы. Таким образом, в настоящее время, в данном штате казнь допускается за наименьшее количество отягчающих обстоятельств при убийстве среди всех штатов США, применяющих смертную казнь. Данный закон введён с 1 августа 2019 года (вступил в силу 29 сентября 2019 года) и не распространяется на преступления, совершённые до его принятия. Однако при пересмотре смертного приговора обвиняемого судят по новому закону, таким образом позволяя отменить смертную казнь за отягчающие обстоятельства при убийстве, за которые она более не применяется. В Канзасе смертная казнь отменена за убийство, сопряжённое с кражей со взломом, ограблением, разбоем и изнасилованием. Смертная казнь допускается за наиболее тяжкие обстоятельства такие как убийство с особой жестокостью, общеопасным способом, по найму, малолетнего, полицейского и некоторые другие обстоятельства. В Небраске и Монтане смертная казнь также запрещена за убийство, сопряжённое с кражей со взломом, ограблением, разбоем и изнасилованием (в Монтане допускается смертная казнь за убийство, сопряжённое с изнасилованием только если жертва моложе 18 лет). В Южной Дакоте подсудимым за убийства, связанные с кражей со взломом, ограблением, разбоем, изнасилованием, хулиганскими побуждениями также избегают возможности получить смертный приговор. Таким образом, в Орегоне, Канзасе, Небраске, Южной Дакоте и Монтане число отягчающих обстоятельств при убийстве, за которые могут вынести смертный приговор, значительно меньше, чем в остальных штатах, допускающих смертную казнь.
В Северной Каролине не было ни одной казни с 2006 года по причине отказа врачей от участия в казнях (Американская Ассоциация Врачей категорически запрещает своим членам принимать участие в казнях), однако протокол приведения приговора в исполнение этого требует. В Северной Каролине 155 человек приговоренных к смерти (6-е место по числу смертников в США).
В Неваде приговоры не приводились в исполнение также с 2006 года из-за судебных разбирательств по поводу конституционности смертельной инъекции.
В Аризоне также не было казней за последние 5 лет, хотя в камере смертников находится более 140 человек и несколько десятков человек уже исчерпали свои апелляции. Власти Аризоны не могут купить компоненты для смертельной инъекции, так как местные фармацевтические компании отказываются сотрудничать с ними. По закону название компании, продавшей компоненты, должно быть предано огласке, что не может не сказаться на репутации компании. Были случаи, когда тюремные сотрудники незаконно покупали компоненты, что также вызывало скандалы и разбирательства.
Во многих штатах смертная казнь хоть и существует, однако применяется исключительно редко. Так в Нью-Гемпшире никого не казнили с 1939 года, несмотря на то, что смертную казнь отменили только в 2019 году. В Канзасе не было ни одной казни с 1965 года. В Вайоминге, Колорадо, Нью-Мексико и Коннектикуте было только по одной казни с 1976 года (в 2020 году смертная казнь сохранялась только в Вайоминге). Ещё в семи штатах было менее пяти казней с 1976 года.
Нью-Йорк полностью запретил смертную казнь в 2007 году, однако там не было казней с начала 1960-х годов (при этом в период 1972—1973 и 1984—1995 годов в Нью-Йорке смертная казнь была запрещена). В 1972 году Федеральный Суд США признал закон штата Нью-Йорк о смертной казни неконституционным в соответствии с судебным решением «Фурман против штата Джорджия». Закон Нью-Йорка предусматривал смертную казнь за убийство второй и первой степени. За убийство второй степени (убийство, сопряжённое с ограблением, кражей со взломом и другое) было предусмотрено пожизненное заключение или смертная казнь. Убийство первой степени включало три отягчающих обстоятельства при убийстве (убийство сотрудника полиции, убийство тюремного сотрудника и убийство, совершённое в тюрьме лицом, отбывающим пожизненное заключение). За убийство первой степени была предусмотрена смертная казнь в качестве единственного наказания. В 1977 году Верховный Суд Нью-Йорка признал вынесение смертного приговора, как безальтернативного наказания за убийство сотрудника полиции или тюремной службы неконституционным. В 1984 году Верховный Суд штата также посчитал обязательный смертный приговор для пожизненно осуждённых за убийство противоречащим конституции. В 1995 году смертная казнь была снова восстановлена за убийство второй и первой степени, только теперь суд присяжных мог выбирать между пожизненным заключением и смертной казнью не только за убийство второй степени, но и за убийство первой степени. Также была введена смертельная инъекция вместо электрического стула. Однако в 2004 году Верховный Суд Нью-Йорка снова признал закон штата о смертной казни неконституционным. В 2007 году Верховный Суд штата отменил три смертных приговора, вынесенных до 2004 года, заменив их пожизненным заключением (смертных приговоров было вынесено около десяти в период 1995—2004 годах, однако в 2007 году оставалось в силе три смертных приговора). В 2008 году в штате Нью-Йорк была закрыта камера для смертельных инъекций. Нью-Джерси запретил законодательно смертную казнь в 2007 году, последняя казнь также была в начале 1960-х годах (с 1972 по 1984 год была запрещена решением Федерального суда). В 2007 году в Нью-Джерси были помилованы восемь смертников (в штате до отмены смертной казни не было пожизненного заключения без возможности освобождения, новый закон заменял смертную казнь пожизненным без права на условно-досрочное освобождение, ранее осуждённым на казнь смерть заменялась пожизненным без права освобождения за день до официальной отмены смертной казни в Нью-Джерси). В Массачусетсе смертная казнь была отменена в 1984 году решением Верховного суда штата, однако последняя казнь была в конце 1940-х годов. В Массачусетсе обвиняемый за убийства при отягчающих обстоятельствах получал пожизненное заключение, если признавал вину, если нет, то при признании его виновным судом присяжных ему выносился смертный приговор. Обязательный смертный приговор для отказавшихся признать вину посчитали неконституционным. Вермонт последний раз приводил смертный приговор в исполнение в 1954 году. В 1964 году казнь была отменена за все убийства, кроме совершённых в отношении сотрудников полиции и тюремной службы, также смерть сохранялась за государственную измену. В 1972 году Федеральный суд признал закон о смертной казни в Вермонте неконституционным, однако в уголовном кодексе Вермонта упоминание казни сохранялось. В 1987 году Законодательное Собрание Вермонта отменило смертную казнь за убийство полицейского и тюремного сотрудника (хотя выносить приговоры суды не могли из-за решения 1972 года). Таким образом, Вермонт остаётся единственный штатом в США, в котором до сих пор действует решение «Фурмана против Джорджии» 1972 года о запрете смертной казни, так как закон Вермонта допускает казнь на электрическом стуле за государственную измену.
До признания смертной казни неконституционной в 1979 году в Род-Айленде (в 1984 году законодательный орган исключил смертную казнь из уголовного кодекса), в период с 1852 по 1877 год смертная казнь была отменена, а с 1877 по 1977 год допускалась только за убийство, совершённое лицом, отбывающим пожизненное заключение. Все остальные убийства при отягчающих обстоятельствах наказывались тюремным заключением. За 100 лет существования данного закона не один человек не был казнён. В 1977 году в Род-Айленде был введён обязательный смертный приговор за любое убийство совершённое в тюрьме, таким образом расширив категорию преступников от пожизненно осуждённых до осуждённых на любой срок и исключив альтернативное наказание. Однако уже через два года в 1979 году закон признали противоречащим конституции штата Род-Айленд. В 1915 году смертная казнь была отменена за все преступления, кроме государственной измены и убийства, совершённого пожизненно осуждённым в тюрьме в штате Северная Дакота. До полной отмены смертной казни в 1973 году больше не один человек не был казнён в этом штате. За всё время существования Северной Дакоты было казнено 8 человек. Только одну казнь провёл за всю свою историю штат Висконсин. В штатах Южная Дакота и Канзас в прошлом уже отменялась смертная казнь на длительное время (1907—1935 год в Канзасе и 1915—1939 в Южной Дакоте). В Канзасе после судебного дела «Фурман против Джорджии» смертная казнь была восстановлена только в 1994 году (губернаторы многократно накладывали вето на законы о смертной казни). В Нью-Гемпшире смертную казнь восстановили только в 1991 году. В 2000 и 2018 году губернаторы накладывали вето на законы об отмене смертной казни. Движение за отмену смертной казни в были настолько сильным, что сделало Нью-Гемпшир единственным штатом США, где смертная казнь была отменена путём преодоления вето губернатора-республиканца, активно выступавшего за смертную казнь за убийство сотрудников полиции (единственный смертник в штате был осуждён за убийство полицейского). Последняя казнь в штате была ещё до Второй Мировой войны (июль 1939 года). С 1939 года в Нью-Гемпшире было приговорено к смертной казни четыре человека, что также является одним из наименьших показателей в США. Один осуждённый повесился в камере в 1942 году, двое приговорённых за убийство по предварительному сговору были помилованы в 1972 году после признания закона о смертной казни в Нью-Гемпшире неконституционным. После 1972 года был приговорён один человек. На единственного приговорённого за убийство полицейского закон об отмене смертной казни не распространяется, так как он рассчитан на будущие преступления, совершённые в штате Нью-Гемпшир. В штате Мэн, до отмены смертной казни в 1887 году, лишение жизни по решению суда также было запрещено с 1876 по 1883 год. В штате Вашингтон до отмены смертной казни Верховным Судом данного штата в 2018 году любой обвиняемый в убийстве при отягчающих обстоятельствах мог автоматически избежать смертной казни, получив пожизненное заключение без права на освобождение, признав вину в совершении преступления. Если обвиняемый не признавал вину, то смертный приговор выносился только единогласным вердиктом присяжных, при отсутствии единогласного вердикта виновный также получал пожизненное без права на досрочное освобождение. С 2018 года за любое убийство при отягчающих обстоятельствах в штате Вашингтон выносится обязательный приговор к пожизненному заключению без права на условно-досрочное освобождение.
Среди штатов промышленного Севера, отменивших рабство до Гражданской войны в США 1861—1865 годов, все штаты, кроме Огайо и Индианы отменили смертную казнь (в Пенсильвании мораторий). В то же время во всех штатах бывшего рабовладельческого Юга до сих пор сохраняется смертная казнь. Также Юг США лидирует по казням. Хотя Техас и Оклахома, находящиеся на Среднем Западе, опережают по казням любой Южный штат, взятый по отдельности. Техас во время Гражданской Войны также сохранял рабство и воевал против северных штатов, однако рабство никогда не занимало значимую роль в Техасе. Оклахома получила статус штата после войны, когда рабство было уже запрещено на федеральном уровне. Единственный штат рабовладельческого Юга, являющийся исключением, был Теннесси. Так, в 1838 году Теннесси стал первым штатом, позволявшим коллегии присяжных решать приговорить обвиняемого в убийстве к смертной казни или пожизненному заключению. До этого во всех штатах, если присяжные признавали человека виновным в убийстве, то ему смертный приговор выносился в обязательном порядке. До конца XX века все штаты, имеющие смертную казнь, отменили обязательный смертный приговор за убийство. Теннесси также был единственным штатом, отменившим смертную казнь (в 1915—1919 годах) до федерального запрета смертной казни 1972 года, воюющим во время Гражданской войны за сохранение рабства. С 1961 по 2000 год в штате не было ни одной казни, это был самый большой перерыв в казнях среди всех штатов бывшего рабовладельческого Юга.
Ещё одной важной причиной, по которым американские штаты отменяли смертную казнь в второй половине XIX века была в том, что повешение — основной метод казни в США — часто приводил к мучениям казнимого. По этой же причине с 1890-х годов некоторые штаты стали заменять повешение на электрический стул. В 1920-х также начали применять газовую камеру, считая её более гуманной, чем виселица. Однако газовая камера оказалась также мучительным методом казни, что привело к тому, что большинство штатов, применявших газовую камеру, начали переходить на смертельную инъекцию гораздо раньше, чем штаты, в которых был электрический стул. Исключениями были Техас и Оклахома, посчитавшие смертельную инъекцию более удобной и дешёвой, чем электрический стул (расходовалось огромное количество электроэнергии при казни). По этой причине до сих пор в некоторых штатах смертники иногда выбирают электрический стул вместо инъекции, считая, что умрут на нём быстрее и менее мучительно (в штатах где замена инъекции электрическим стулом допускается, например в Теннесси и Виргинии).
Крайне редкое применение смертной казни в большинстве штатов также объясняется нежеланием присяжными выносить смертные приговоры обвиняемым, заменяя их вердиктами о «неприменении смертной казни» (в таком случае признанному виновным выносится пожизненный срок). Невада является единственным штатом США со смертной казнью, имеющая в качестве альтернативного наказания лишение свободы на определённый срок (50 лет тюрьмы с возможностью условно-досрочного освобождения после 20 лет тюрьмы) кроме пожизненного заключения (с возможностью освобождения после 20 лет или без права на освобождения). Также почти во всех штатах США смертный приговор выносится только единогласным решением присяжных, даже один голос против автоматически отменяет возможность вынесения смертного приговора, в том числе и в вышестоящих инстанциях. Одним из последних штатов США, где присяжным заседателям отводилась второстепенная роль, была Флорида. Во многом из-за этого Флорида занимает второе место в США по количеству приговорённых к смертной казни (396 человек). Однако в 2016 году Верховный Суд США признал данный закон о присяжных неконституционным и теперь во Флориде вынесение смертного приговора возможно только единогласно. Такой же закон также был в Алабаме. По оценкам правозащитников, только один судья Алабамы вынес четверть всех смертный приговоров, внесённых в отношении 196 человек судами штата, несмотря на то, что в большинстве случаев присяжные не приходили к единогласному решению о вынесении смертного приговора. В Алабаме также как и во Флориде, решение присяжных о наказании носило рекомендательный характер. Судья должен был выносить приговор, исходя из рекомендации. На практике это приводило к тому, что судьи часто выносили смертный приговор, не получив единогласного согласия присяжных. В 2017 году закон был изменён, теперь для вынесения смертного приговора необходимо минимум 10/12 голосов присяжных. В Делавэре решение присяжных также было рекомендательным, однако на основании этого смертная казнь была в штате отменена. Впоследствии уже вынесенные смертные приговоры в Делавэре были отменены. Флорида разрешила смертникам пересматривать приговор, только если он был вынесен не единогласного, а Алабама отказала всем приговорённым в пересмотре. В Аризоне, в прошлом, присяжные имели задачу решать вопрос о виновности или невиновности обвиняемого. Присяжным также давался список смягчающих и отягчающих обстоятельств. Если присяжные не находили не одного смягчающего обстоятельства, однако находили отягчающее, судья мог приговорить человека к смертной казни. Впоследствии вопрос применения смертной казни отдали на рассмотрение присяжным, что привело к уменьшению вынесения смертных приговоров в Аризоне. Первый штатом, где присяжным давался список смягчающих и отягчающих обстоятельств, была Джорджия. В отличие от Аризоны, в Джорджии вопрос о вынесении смертного приговора изначально отводился присяжным, которые его могли вынести единогласно при отсутствии смягчающих обстоятельств. В большинстве штатов присяжным не даётся список смягчающих обстоятельств, позволяющих избежать казни. Даётся только список отягчающих обстоятельств. Первым штатом, где был введён закон, допускающий смертную казнь, если присяжные находили хотя бы одно отягчающее обстоятельство, была Флорида.
По данным американской организации DPIC, изучающей смертную казнь в США, за последние десять лет вынесено рекордно низкое число смертных приговоров. Так в штате Виргиния, историческом лидере по казням в американской истории и казнившей более 100 человек с 1976 года, наблюдается радикальное снижение применения смертной казни. Так, за последние семь лет суды присяжных не вынесли ни одного смертного приговора в штате. В Виргинии, по состоянию на 2018 год, три человека находятся в камере смертников. Таким образом, в ближайшие годы Виргиния никак не сможет быть среди лидеров по казням. В девяти штатах приговорённых меньше десяти человек, что также не позволит данным штатам провести большое количество казней в ближайшие годы. В Калифорнии вынесено пять приговоров в 2018 году, что также является рекордно низким показателем для штата с наибольшим количеством смертников (740 человек). В Калифорнии не было ни одной казни с 2006 года. В Пенсильвании вынесен один смертный приговор, что также является рекордно низким числом для данной юрисдикции. В Пенсильвании не было ни одной казни после 2000 года, хотя в камере смертников находится 160 человек (5-е место США). Впервые в американской истории, в Северной Каролине не вынесено ни одного смертного приговора в 2018 году (штат также лидирует по количеству приговорённых к смерти в США).
Также в США проходит очень много времени между вынесением приговора и его приведением в исполнение. По данным организации DPIC, из 25 человек, казнённых в 2018 году, только три человека ожидали смертной казни менее 10 лет, минимальный срок составлял семь лет, 16 человек ожидали исполнения приговора более 15 лет, семь человек ожидали казни более 30 лет. В Алабаме Уолтер Лерой Муди (Walter Leroy Moody) ожидал казни 21 год, став в возрасте 83 лет самым старым казнённым в США с 1976 года.
1 июля 2021 года федеральный Генпрокурор Меррик Гарланд официально приостановил приведение в исполнение приговоров о смертной казни на федеральном уровне, подписав меморандум, вводящий соответствующий мораторий. При этом штаты остаются вправе казнить осужденных местными судами. Гарланд прокомментировал своё решение следующими словами: «Министерство юстиции должно гарантировать, что каждому в федеральной системе уголовного правосудия не только предоставлены права, гарантированные Конституцией и законами Соединенных Штатов, но и обращаются с ними справедливо и гуманно. Это обязательство имеет особую силу в делах о смертной казни».